# Beat Street
Beat Street (Brasil: A Loucura do Ritmo / Portugal: Beat Street - A Loucura do Ritmo) é um filme dramático de 1984. Deu seqüência à Wild Style, no sentido de mostrar a cultura do hip hop de Nova Iorque.

## Elenco
- Rae Dawn Chong - Tracy Carlson
- Guy Davis - Kenny "Double K" Kirkland
- Jon Chardiet - Ramon "Ramo"
- Leon W. Grant - Chollie
- Saundra Santiago - Carmen
- Robert Taylor - Lee Kirkland
- Mary Alice - Cora Kirkland
- Shawn Elliot - Domingo
- Jim Borelli - Monte
- Dean Elliot - Henri
- Franc Reyes - Luis
- Tonya Pinkins - Angela
- Lee Chamberlain - Alicia
- Duane Jones - Robert

## Trilha sonora

### Volume 1 (Atlantic Records 80154)
1. Beat Street Breakdown - Grandmaster Melle Mel
2. Baptize the Beat - The System
3. Strangers in a Strange World - Jenny Burton & Patrick Jude
4. Frantic Situation - Afrika Bambaataa & the Soulsonic Force
5. Beat Street Strut - Juicy
6. Us Girls - Sha Rock, Lisa Lee, Debbie D
7. This Could be the Night - Cindy Mizelle
8. Breaker's Revenge - Arthur Baker
9. Tu Carino/Carmen's Theme - Rubén Blades

### Volume 2 (Atlantic Records 80158)
1. Son of Beat Street - Jazzy Jay
2. Give Me All - Juicy
3. Nothin's Gonna Come Easy - Tina B
4. Santas' Rap - Treacherous Three
5. It's All Right by Me - Jenny Burton
6. Battle Cry - Rocker's Revenge
7. Phony 4 MCs - Ralph Rolle
8. Into the Night - La La